# Episodi di Crush - La storia di Matilde
La prima ed unica stagione di Crush - La storia di Matilde, composta da 10 episodi, è stata trasmessa sul canale Rai Gulp dal 24 marzo 2025.

## Episodi
Tutti gli episodi della serie sono stati resi disponibili online su RaiPlay dal 24 gennaio 2025.
| nº | Titolo                 | Prima TV      |
| -- | ---------------------- | ------------- |
| 1  | Ciao, io sono Marco    | 24 marzo 2025 |
| 2  | Tu mi piaci ma...      | 2025          |
| 3  | Farei di tutto per te  | 2025          |
| 4  | Sono invidiose di noi  | 2025          |
| 5  | Ma che ti sei messa?   | 2025          |
| 6  | Per te non esisto      | 2025          |
| 7  | Faresti tutto per me?  | 2025          |
| 8  | Sei tu che non ti fidi | 2025          |
| 9  | Non puoi lasciarmi     | 2025          |
| 10 | So sempre dove sei     | 2025          |